# Перцов, Владимир Петрович
Владимир Петрович Перцов (15 (27) июля 1822 — 1877) — русский писатель-публицист, действительный статский советник.

## Биография
Родился в Казани 15 (27) июля 1822 года в многодетной семье отставного (с 1801) поручика помещика Петра Алексеевича Перцова (1778—1830), происходившего из дворян Воронежской губернии. В семье было восемь сыновей: Эраст (1804—1873), Платон (1813—?), Виктор (1814—?), Николай (1816 — после 1855), Александр (1819—1896), Владимир, Пётр (1824/1825 — не ранее 1895) и Константин (1827—1913). Отец имел в Казани каменный двухэтажный дом и шесть каменных одноэтажных лавок.
Получив домашнее образование, учился в Казанском университете, окончив который служил сначала в Пензенской палате государственных имуществ, затем в Санкт-Петербурге — в ведомстве министерства государственных имуществ и департаменте общих дел министерства внутренних дел. В 1861 году вышел в отставку.
Был одним из директоров Московского купеческого банка.
Благодаря продолжительным путешествиям, в которых он всесторонне изучил русскую и заграничную жизнь, имел отличную подготовку к публицистической деятельности. Еще состоя на службе, он помещал свои статьи в различных петербургских периодических изданиях: в газете «Русский дневник» (издание П. И. Мельникова), в газете «Москва», куда в 1866 году был приглашён в качестве помощника редактора И. С. Аксаковым, в газете Московские ведомости, корреспондент «Колокола» А. И. Герцена и др.
В газете Москва редактировал отдел внутренних известий, и еженедельно писал в газету одну статью по различным вопросам тогдашней русской жизни. В ряду других интересов особенно близко было для него положение русского дела в Прибалтийском крае. Тщательно ознакомившись с историей и современным состоянием этой российской окраины, он делал все, от него зависевшее, чтобы привлечь внимание коренного русского общества к ее судьбам. В 1865 году он поместил в «Московских ведомостях» ряд писем о Прибалтийском крае, в которых правдиво и метко изобразил господствовавшие там порядки. Участвуя в редакции газеты «Москва», он поддерживал деятельные сношения с прибалтийским духовенством, народными учителями и, внимательно следя за всем, совершавшимся в крае, постоянно отдавал в том отчёт читателям.
В конце 1868 года преимущественно по его почину был образован частный комитет для сбора пожертвований в пользу православных церквей и школ Прибалтийского края, и, благодаря его же неутомимой деятельности, в Москве было собрано для этой цели несколько десятков тысяч рублей деньгами и вещами, а устроенная им затем выставка пожертвованных вещей в зале Московского университета вызвала новые сборы. Владимир Петрович Перцов заведывал всеми делами комитета, вёл переписку с Прибалтийскими братствами и школами.
Умер в Москве 15 (27) января 1877 года.

## Семья
С 22 августа 1871 года был женат на Амалии-Вильгельмине Мартыновне Суриной. До брака у них родились: 19 апреля 1868 года — сын Николай, 21 марта 1870 года — дочь Александра. Затем, 11 марта 1875 года родился сын Владимир.